# Steinbrunn
Steinbrunn (kroatisch Štikapron, ungarisch Büdöskut) ist eine Gemeinde mit 3028 Einwohnern (Stand 1. Jänner 2024) im Burgenland im Bezirk Eisenstadt-Umgebung in Österreich. Im Ort gibt es zahlreiche Angehörige der burgenlandkroatischen Volksgruppe.

## Geografie

### Geografische Lage
Die Marktgemeinde liegt im nördlichen Burgenland nahe der Landeshauptstadt Eisenstadt und ist deckungsgleich mit der gleichnamigen Katastralgemeinde. Neben der Marktgemeinde bestehen an Ortschaften: Neue Siedlung (Dorf) sowie Wochenendsiedlung (Dorf).

### Nachbargemeinden
An Steinbrunn grenzen folgende Gemeinden:
| Neufeld an der Leitha | Hornstein                                   |            |
| Zillingdorf           | Kompassrose, die auf Nachbargemeinden zeigt | Müllendorf |
|                       | Zillingtal                                  |            |

## Geschichte
Vor Christi Geburt war das Gebiet Teil des keltischen Königreiches Noricum und gehörte zur Umgebung der keltischen Höhensiedlung Burg auf dem Schwarzenbacher Burgberg.
Später unter den Römern lag das heutige Steinbrunn dann in der Provinz Pannonia.
Der Ort wurde mehrmals durch Kriege zerstört, 1555 wurde er durch die ansiedelnden Kroaten wieder aufgebaut.

Steinbrunn noch als „Stinkenbrunn“ (Mitte links) um 1873 (Aufnahmeblatt der Landesaufnahme)

Im Jahre 1810 begann man mit dem Braunkohleabbau im Tagebau. Für diesen Zweck entstand der Ortsteil Neue Siedlung. Jährlich betrug die Fördermenge 600 Tonnen. Zu dieser Zeit waren im Bergwerk 128 Frauen und Kinder beschäftigt. Genauere Angaben über die Arbeiterzahl gibt es aber nicht. Ende des 19. Jahrhunderts stieg die Bevölkerung auf über 2000 Personen. 1905 begann die Elektrifizierung des Bergwerkes. 20 Jahre später hatte man im ganzen Ort Strom.
Der Ort gehörte wie das gesamte Burgenland bis 1920/21 zu Ungarn (Deutsch-Westungarn). Seit 1898 musste aufgrund der Magyarisierungspolitik der Regierung in Budapest der ungarische Ortsname Büdöskút verwendet werden.
Nach Ende des Ersten Weltkriegs wurde nach zähen Verhandlungen Deutsch-Westungarn in den Verträgen von St. Germain und Trianon 1919 Österreich zugesprochen. Der Ort gehört seit 1921 zum neu gegründeten Bundesland Burgenland (siehe auch Geschichte des Burgenlandes).
Die Gemeinde war sehr durch die zwei Weltkriege, die Wirtschaftskrise, den Austrofaschismus und den Nationalismus gekennzeichnet (thematisiert im Roman Die Dämonen von Heimito von Doderer). Nach dem Zweiten Weltkrieg wurde mit dem Wiederaufbau des Ortes begonnen. Zu dieser Zeit war er sehr landwirtschaftlich geprägt.
Die große Umgestaltung wurde durch den Bürgermeister Friedrich Robak eingeleitet. Der vor dem Zweiten Weltkrieg eingestellte Braunkohleabbau wurde im Bereich der Neuen Siedlung wieder aufgenommen, doch nach einigen Jahren wieder aufgegeben. Es entstanden ein Sandwerk (1965), eine Wäschefabrik, eine Kartonagenfabrik und ein Betonwerk. Ein Höhepunkt war die Errichtung eines für Österreich ersten Gemeinschaftshauses, in dem eine Wäscherei, Brausen und Warmbäder, Kühlanlagen, Fernsehraum, eine Bücherei sowie ein Saal mit Küche eingerichtet war.
Um 1960 wurde auch das seit der Zwischenkriegszeit nicht mehr betriebene und schon mit Grundwasser gefüllte Bergwerk Steinbrunn-Zillingdorf in ein Strandbad mit Erholungszentrum umgewandelt. Auf der Steinbrunner Seite des Sees, durch den die Landesgrenze zwischen Niederösterreich und dem Burgenland verläuft, entstand der neue Ortsteil „Steinbrunner See“.
1971 wurde Steinbrunn mit der Nachbargemeinde Zillingtal aufgrund des Gemeindestrukturverbesserungsgesetzes zusammengeschlossen. 20 Jahre später wurde diese Zusammenlegung wieder aufgehoben.
1976 wurde die Volksschule neu errichtet. 1977 erfolgte der Neubau des Rathauses.
Am 16. Juni 2006 erfolgte die Markterhebung.

### Geschichte des Ortsnamens
Der Ortsname ist zum ersten Mal 1271, und zwar in der ungarischen Form Byzuskut erwähnt, die sich in der Folge zum heutigen Büdöskút (wörtlich „stinkende Quelle“) entwickelte. 1344 ist erstmals die deutsche Form des Namens bezeugt, aus der das spätere Stinkenbrunn wurde (mit mhd. prunn, „Quelle“). Beide Namensformen rühren von einer auf Gemeindegebiet befindlichen, übel riechenden Mineralquelle her. Der Volksmund, der die Umstände der merkwürdigen Namensgebung nicht mehr kannte, deutete den Ortsnamen später so, dass einst bei einem Gewitter ein Feuerdrache in den Ortsbrunnen gefallen und das Wasser verdorben habe.
Der deutsche Name wurde von den im 16. Jahrhundert zugewanderten Kroaten als Štikapron übernommen.
Auf Wunsch der Bevölkerung wurde der amtliche Ortsname per 1. Jänner 1959 in die unverfänglichere Form Steinbrunn geändert.

## Kultur und Sehenswürdigkeiten

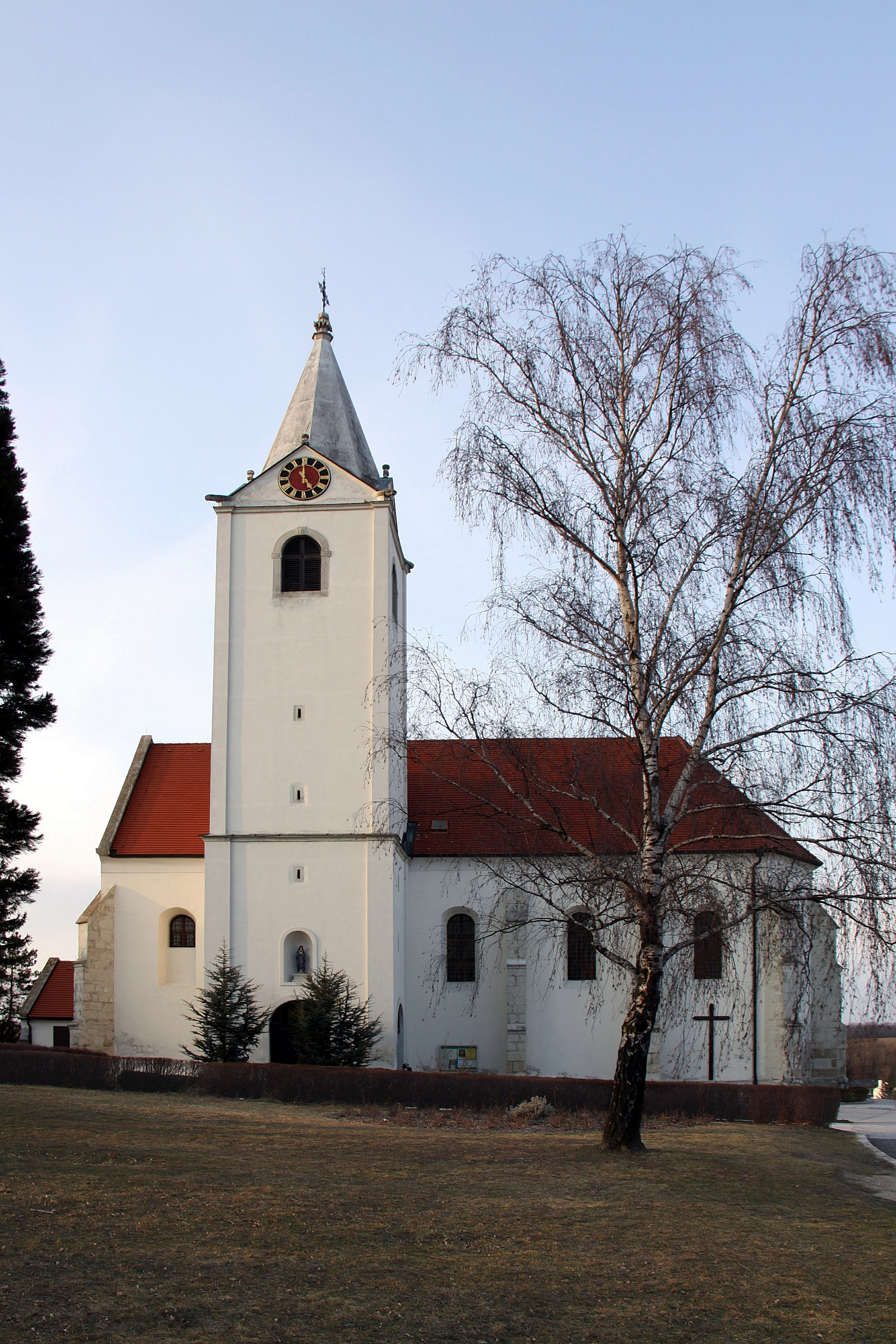
Pfarrkirche Steinbrunn

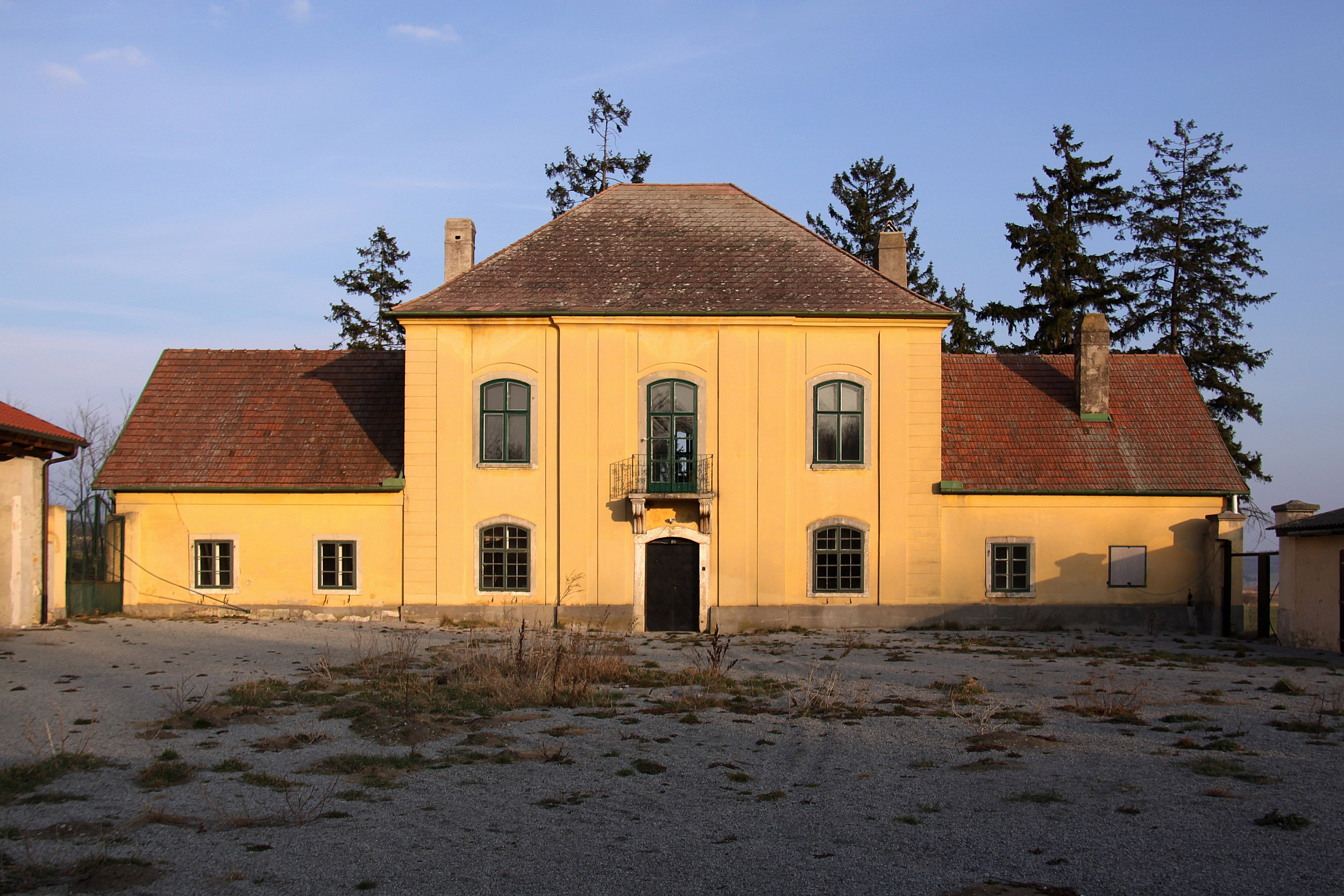
Ehemaliges Jagdschloss Stinkenbrunn

- Katholische Pfarrkirche Steinbrunn Zur Kreuzauffindung: Die gotische Kirche wurde in den Jahren 1668 bis 1690 im Stil des Barock umgestaltet.
- Mittelalterliches Sühnekreuz in der Neuen Siedlung[10]
- Jagdschloss und Fasanerie aus dem Ende des 18. Jahrhunderts.
- Mariensäule (errichtet 1680)
- Antonisäule (errichtet um 1730)
- vier Pestsäulen

## Wirtschaft und Infrastruktur
Im Ortsteil Neue Siedlung befindet sich das burgenländische Landessportzentrum VIVA.
Seit August 2018 ist der Steinbrunner See Austragungsort eines Triathlons und Aquathlons, welcher von den Vereinen Trim Team Austria (Steinbrunn) und Top Team Tri Niederösterreich (Biedermannsdorf) in Kooperation organisiert wird. Der Bewerb erfreut sich, mit seinem Highlight „der Mauer von Steinbrunn“, über tolle Beliebtheitswerte in der Sportszene.

## Politik

### Gemeinderat

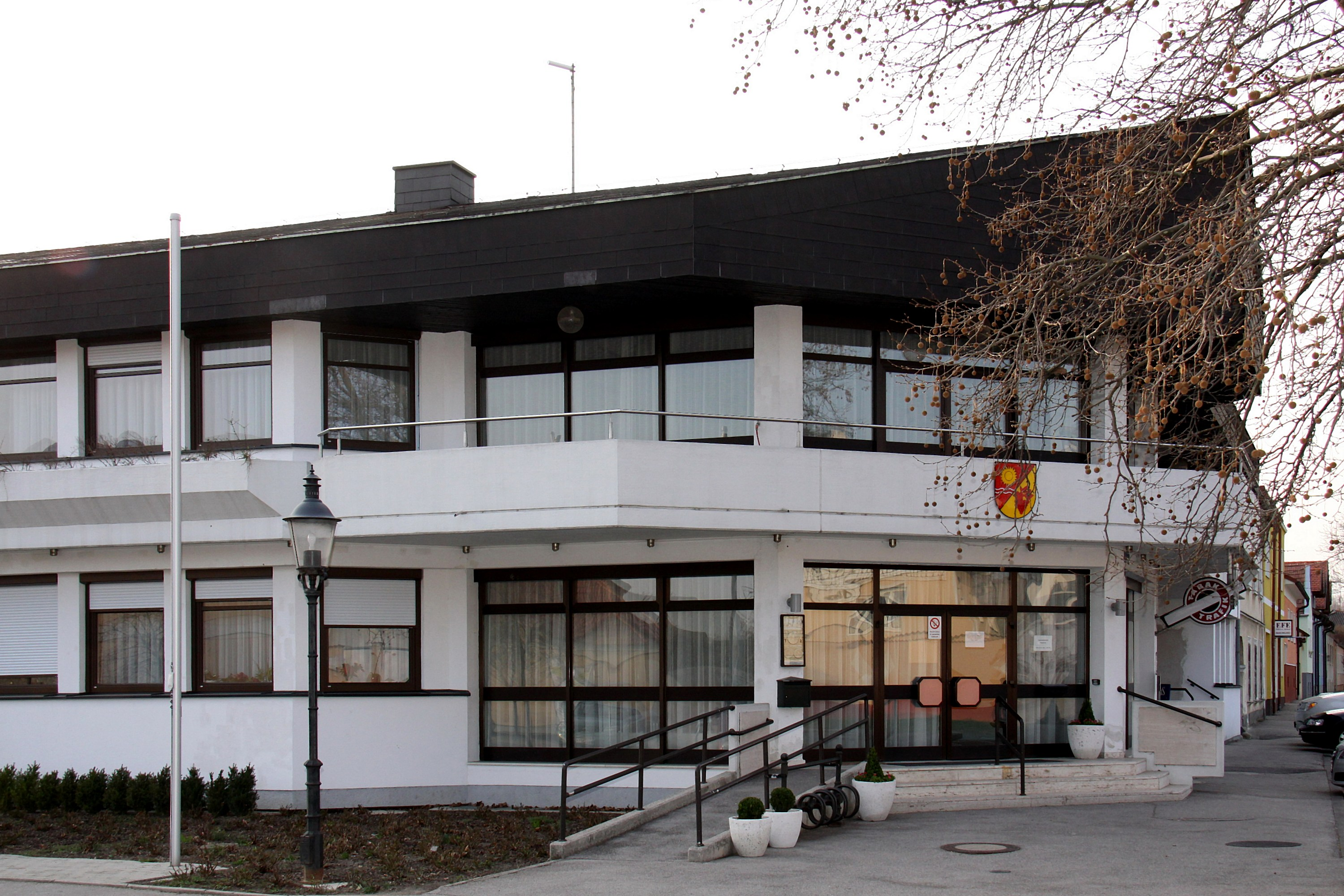
Gemeindeamt Steinbrunn

Der Gemeinderat umfasst aufgrund der Einwohnerzahl insgesamt 23 Mitglieder.
| Partei          | 2022             | 2022             | 2022             | 2017             | 2017             | 2017             | 2012             | 2012             | 2012             | 2007             | 2007             | 2007             | 2002             | 2002             | 2002             | 1997             | 1997             | 1997             |
| Partei          | Sti.             | %                | M.               | Sti.             | %                | M.               | Sti.             | %                | M.               | Sti.             | %                | M.               | Sti.             | %                | M.               | Sti.             | %                | M.               |
| --------------- | ---------------- | ---------------- | ---------------- | ---------------- | ---------------- | ---------------- | ---------------- | ---------------- | ---------------- | ---------------- | ---------------- | ---------------- | ---------------- | ---------------- | ---------------- | ---------------- | ---------------- | ---------------- |
| SPÖ             | 1085             | 58,74            | 14               | 826              | 47,15            | 11               | 833              | 54,59            | 13               | 900              | 60,93            | 15               | 924              | 69,74            | 15               | 729              | 62,15            | 13               |
| Team            | 621              | 33,62            | 8                | nicht kandidiert | nicht kandidiert | nicht kandidiert | nicht kandidiert | nicht kandidiert | nicht kandidiert | nicht kandidiert | nicht kandidiert | nicht kandidiert | nicht kandidiert | nicht kandidiert | nicht kandidiert | nicht kandidiert | nicht kandidiert | nicht kandidiert |
| FPÖ             | 73               | 3,95             | 1                | 93               | 5,31             | 1                | 122              | 7,99             | 1                | 70               | 4,74             | 1                | 46               | 3,47             | 0                | 213              | 18,16            | 4                |
| LSB             | 68               | 3,68             | 0                | nicht kandidiert | nicht kandidiert | nicht kandidiert | nicht kandidiert | nicht kandidiert | nicht kandidiert | nicht kandidiert | nicht kandidiert | nicht kandidiert | nicht kandidiert | nicht kandidiert | nicht kandidiert | nicht kandidiert | nicht kandidiert | nicht kandidiert |
| ÖVP             | nicht kandidiert | nicht kandidiert | nicht kandidiert | 694              | 39,61            | 9                | 571              | 37,42            | 9                | 416              | 28,17            | 6                | 355              | 26,79            | 6                | 231              | 19,69            | 4                |
| LSP             | nicht kandidiert | nicht kandidiert | nicht kandidiert | 139              | 7,93             | 2                | nicht kandidiert | nicht kandidiert | nicht kandidiert | nicht kandidiert | nicht kandidiert | nicht kandidiert | nicht kandidiert | nicht kandidiert | nicht kandidiert | nicht kandidiert | nicht kandidiert | nicht kandidiert |
| Grüne           | nicht kandidiert | nicht kandidiert | nicht kandidiert | nicht kandidiert | nicht kandidiert | nicht kandidiert | nicht kandidiert | nicht kandidiert | nicht kandidiert | 65               | 4,40             | 1                | nicht kandidiert | nicht kandidiert | nicht kandidiert | nicht kandidiert | nicht kandidiert | nicht kandidiert |
| LBL             | nicht kandidiert | nicht kandidiert | nicht kandidiert | nicht kandidiert | nicht kandidiert | nicht kandidiert | nicht kandidiert | nicht kandidiert | nicht kandidiert | 26               | 1,76             | 1                | nicht kandidiert | nicht kandidiert | nicht kandidiert | nicht kandidiert | nicht kandidiert | nicht kandidiert |
| Wahlberechtigte | 2962             | 2962             | 2962             | 2522             | 2522             | 2522             | 2319             | 2319             | 2319             | 2049             | 2049             | 2049             | 1818             | 1818             | 1818             | 1520             | 1520             | 1520             |
| Wahlbeteiligung | 68,06 %          | 68,06 %          | 68,06 %          | 75,10 %          | 75,10 %          | 75,10 %          | 72,57 %          | 72,57 %          | 72,57 %          | 75,99 %          | 75,99 %          | 75,99 %          | 78,11 %          | 78,11 %          | 78,11 %          | 82,76 %          | 82,76 %          | 82,76 %          |

### Bürgermeister
- 1946–1980: Friedrich Robak (SPÖ)
- 1980–1985: Herwald Bauer (SPÖ)
- 1985–1997: Franz Laszakovits (SPÖ)
- 1997–2017: Klaus Mezgolits (SPÖ)
- 2017–2022: Thomas Kittelmann (ÖVP)
- seit 2022: Isabella Radatz-Grauszer (SPÖ)

### Wappen
|  | Das Wappen von Steinbrunn ist diagonal zweigeteilt. Die linke obere Hälfte zeigt weiße Wellen und die gelbe Sonne auf rotem Grund. Die Wellen stehen für den Steinbrunner See, die Sonne soll das warme Klima der Gemeinde andeuten. Die rechte untere Hälfte zeigt eine rote Weintraube auf gelbem Grund und erinnert daran, dass früher zahlreiche Einwohner einen Weingarten hatten. |

## Persönlichkeiten
- Bernhard Raimann (* 1997), American-Football-Spieler
- Astrid Eisenkopf (1984) Landeshauptmannstellvertreterin
- Andreas Wirth (1983) Landes- und Bundesinnungsmeister, Präsident der Wirtschaftskammer Burgenland
- Gerhard Frasz (1938–2004) Bundesratspräsident, II Landtagspräsident
- Friedrich Robak (1913–1994), Bürgermeister und Nationalratsabgeordneter
- Klaus Mezgolits (1962) Bürgermeister, Landtagsabgeordneter, Bezirkshauptmann